# Новосибірськ
Новосибі́рськ (рос. Новосиби́рск) — місто в Західному Сибіру, на річці Об; адміністративний центр Новосибірської області та Сибірського федерального округу Росії. Новосибірськ був заснований в 1893 році і став містом в 1903. Тепер він має 1 602 915 мешканців (за кількістю населення — найбільше місто Сибіру та третє у Росії після Москви та Санкт-Петербурга), є великим транспортним, індустріальним та науковим центром.

## Адміністративний поділ міста
З 1 січня 2013 року відбулася реорганізація адміністрацій Залізничного, Заєльцовського і Центрального районів у формі їх злиття в єдиний Центральний округ.
Об'єднана адміністрація Центрального округу в повному обсязі розпочала роботу з 1 лютого 2013 року.
Чисельність населення і площа адміністративних районів Новосибірська на 1 січня 2013 року.
Сучасний Новосибірськ поділяється на 10 адміністративних районів:
| Райони Новосибірська | Райони Новосибірська | Райони Новосибірська |
| -------------------- | -------------------- | -------------------- |
| Район                | Населення, тис. осіб | Площа                |
| Дзержинський         | 170 192              | 41.3                 |
| Жовтневий            | 209 832              | 57.6                 |
| Заєльцовський        | 145 032              | 83                   |
| Залізничний          | 63 895               | 8.3                  |
| Калінінський         | 192 350              | 46.2                 |
| Кіровський           | 177 856              | 52                   |
| Ленінський           | 292 646              | 70.3                 |
| Першотравневий       | 81 621               | 71.7                 |
| Радянський           | 138 271              | 76.7                 |
| Центральний          | 76 215               | 6.4                  |

## Географія

### Розташування

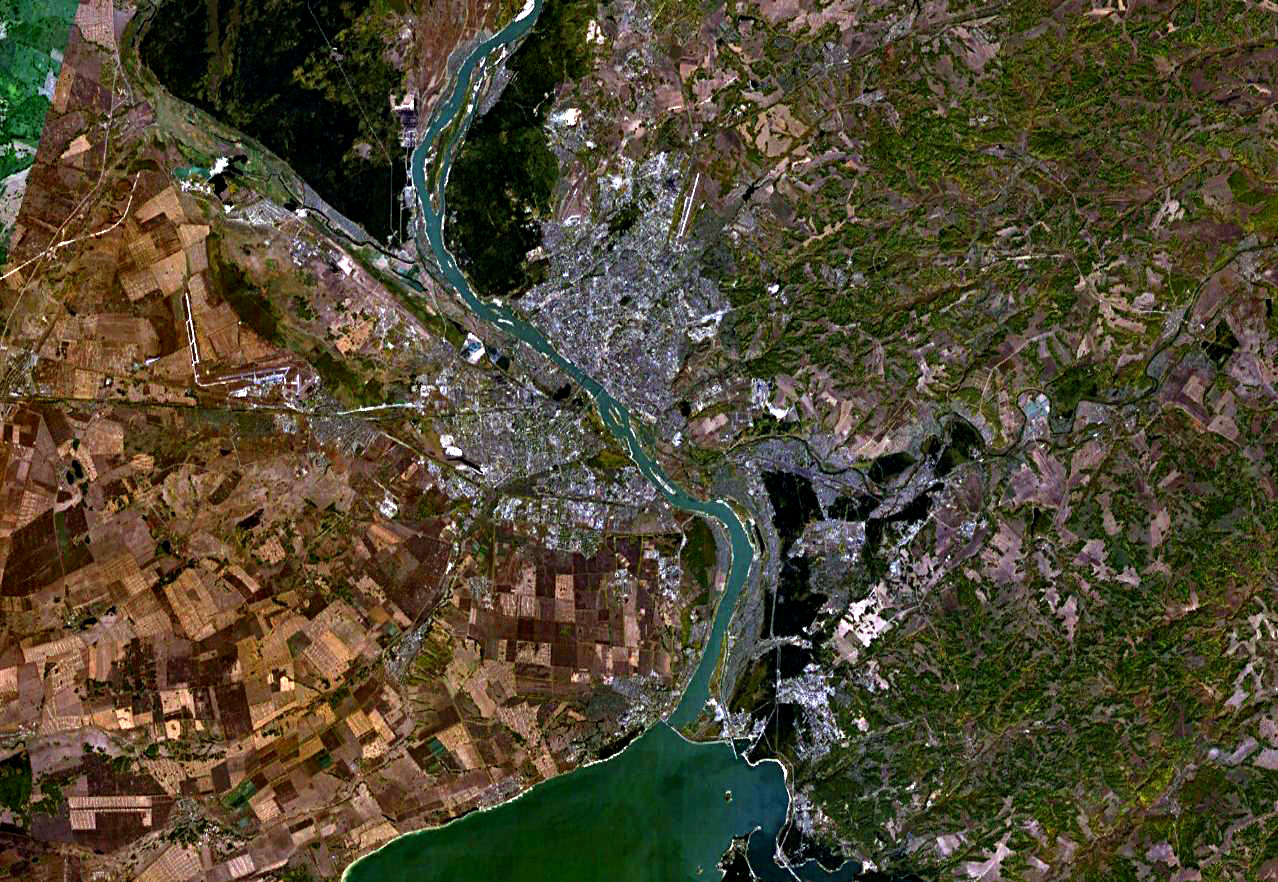
Новосибірськ з космосу

Новосибірськ розташований у південно-східній частині Західно-Сибірської рівнини на Приобському плато, що прилягає до долини річки Об, поряд із водосховищем, утвореним греблею Новосибірської ГЕС, на перетині лісової та лісостепової природних зон. Лівобережна частина міста має плоский рельєф, правобережна характеризується безліччю балок і ярів, оскільки тут починається перехід до гірського рельєфу Салаїрського кряжа. До міста прилягають Заєльцовський і Кудряшівський бори, Новосибірське водосховище.
Новосибірськ, як і вся Новосибірська область, знаходиться в часовому поясі Красноярський час. Зсув відносно UTC становить +7:00.

### Клімат
Новосибірськ знаходиться в зоні континентального клімату; середньорічна температура повітря +1,8 °C. Для міста характері великі коливання середньомісячних (38 °C) і абсолютних (88 °C) температур повітря. Середня температура повітря в січні -16 °C, у липні +19 °C. Найнижча температура була зафіксована в січні 1915 року (-51,1 °C), найвища — 7 червня 1967 року (+36,6 °C). Середня річна кількість годин сонячного сяйва — 2077.
| Клімат Новосибірська     | Клімат Новосибірська | Клімат Новосибірська | Клімат Новосибірська | Клімат Новосибірська | Клімат Новосибірська | Клімат Новосибірська | Клімат Новосибірська | Клімат Новосибірська | Клімат Новосибірська | Клімат Новосибірська | Клімат Новосибірська | Клімат Новосибірська | Клімат Новосибірська |
| Показник                 | Січ.                 | Лют.                 | Бер.                 | Квіт.                | Трав.                | Черв.                | Лип.                 | Серп.                | Вер.                 | Жовт.                | Лист.                | Груд.                | Рік                  |
| Абсолютний максимум, °C  | 4,1                  | 5,1                  | 14,4                 | 30,7                 | 36,1                 | 36,6                 | 36,4                 | 35,7                 | 33,2                 | 27,2                 | 11,5                 | 4,8                  | 36,6                 |
| Середній максимум, °C    | −12,1                | −9,7                 | −1,9                 | 8,1                  | 18,8                 | 23,4                 | 25,4                 | 22,8                 | 16,0                 | 7,6                  | −3,5                 | −9,9                 | 7,1                  |
| Середня температура, °C  | −16,5                | −14,8                | −7,6                 | 2,3                  | 11,8                 | 17,1                 | 19,4                 | 16,6                 | 10,2                 | 3,1                  | −6,9                 | −14                  | 1,7                  |
| Середній мінімум, °C     | −20,9                | −19,5                | −12,8                | −2,4                 | 5,6                  | 11,2                 | 13,8                 | 11,2                 | 5,6                  | −0,4                 | −10,3                | −18,3                | −3,1                 |
| Абсолютний мінімум, °C   | −46,2                | −46,3                | −36,4                | −29,1                | −8,6                 | −2,2                 | 1,5                  | 0                    | −6,9                 | −26,4                | −40                  | −45,7                | −46,3                |
| Норма опадів, мм         | 25                   | 18                   | 17                   | 27                   | 34                   | 55                   | 66                   | 60                   | 43                   | 45                   | 37                   | 33                   | 460                  |
| ------------------------ | -------------------- | -------------------- | -------------------- | -------------------- | -------------------- | -------------------- | -------------------- | -------------------- | -------------------- | -------------------- | -------------------- | -------------------- | -------------------- |
| Джерело: Погода і клімат |                      |                      |                      |                      |                      |                      |                      |                      |                      |                      |                      |                      |                      |

## Новосибірська агломерація
Новосибірська агломерація — сьома за величиною агломерація Росії, її населення становить близько 2 млн чоловік.
До Новосибірської агломерації входять міста, які мають безпосередньо спільну межу з Новосибірськом (перший пояс): м. Бердськ, м. Об, смт. Кольцове, смт. Краснообськ. До другого поясу входять м. Іскітим, Новосибірський район і частини суміжних з Новосибірськом районів.
Новосибірська агломерація є найбільш значним міжрегіональним центром соціально-економічного розвитку і притягання для всього макрорегіону Сибір.

## Населення
Новосибірськ є третім за чисельністю населення містом Росії. Мільйонний житель міста народився 2 вересня 1962 року. Новосибірськ в XXI столітті став першим з регіональних російських міст (після Москви і Санкт-Петербурга), де живе більше ніж півтора мільйона людей.
За рахунок маятникової міграції з передмість населення Новосибірська днем приростає не менше ніж на 100 тисяч осіб.
| Національність            | Чисельність чол. | У% до числа осіб, які вказали національну приналежність |
| ------------------------- | ---------------- | ------------------------------------------------------- |
| росіяни                   | 1 269 979        | 92,82 %                                                 |
| українці                  | 12 570           | 0,92 %                                                  |
| узбеки                    | 10 323           | 0,75 %                                                  |
| татари                    | 9 985            | 0,73 %                                                  |
| німці                     | 8 649            | 0,63 %                                                  |
| таджики                   | 8 396            | 0,61 %                                                  |
| вірмени                   | 6 446            | 0,47 %                                                  |
| киргизи                   | 6 033            | 0,44 %                                                  |
| азербайджанці             | 5 652            | 0,41 %                                                  |
| білоруси                  | 3 277            | 0,24 %                                                  |
| казахи                    | 2 837            | 0,21 %                                                  |
| корейці                   | 2 739            | 0,20 %                                                  |
| єзиди                     | 2 157            | 0,16 %                                                  |
| євреї                     | 2 047            | 0,15 %                                                  |
| китайці                   | 1 726            | 0,13 %                                                  |
| цигани                    | 1 432            | 0,10 %                                                  |
| тувинці                   | 1 190            | 0,09 %                                                  |
| буряти                    | 1 180            | 0,09 %                                                  |
| чуваші                    | 981              | 0,07 %                                                  |
| грузини                   | 901              | 0,07 %                                                  |
| турки                     | 756              | 0,05 %                                                  |
| мордва                    | 691              | 0,05 %                                                  |
| якути                     | 584              | 0,04 %                                                  |
| башкири                   | 551              | 0,04 %                                                  |
| поляки                    | 497              | 0,04 %                                                  |
| алтайці                   | 487              | 0,04 %                                                  |
| молдавани                 | 480              | 0,04 %                                                  |
| інші національності       | 5 667            | 0,41 %                                                  |
| без національності        | 98 148           | x                                                       |
| національність не вказана | 4 375            | x                                                       |
| відмова від відповіді     | 3 018            | x                                                       |

Релігія

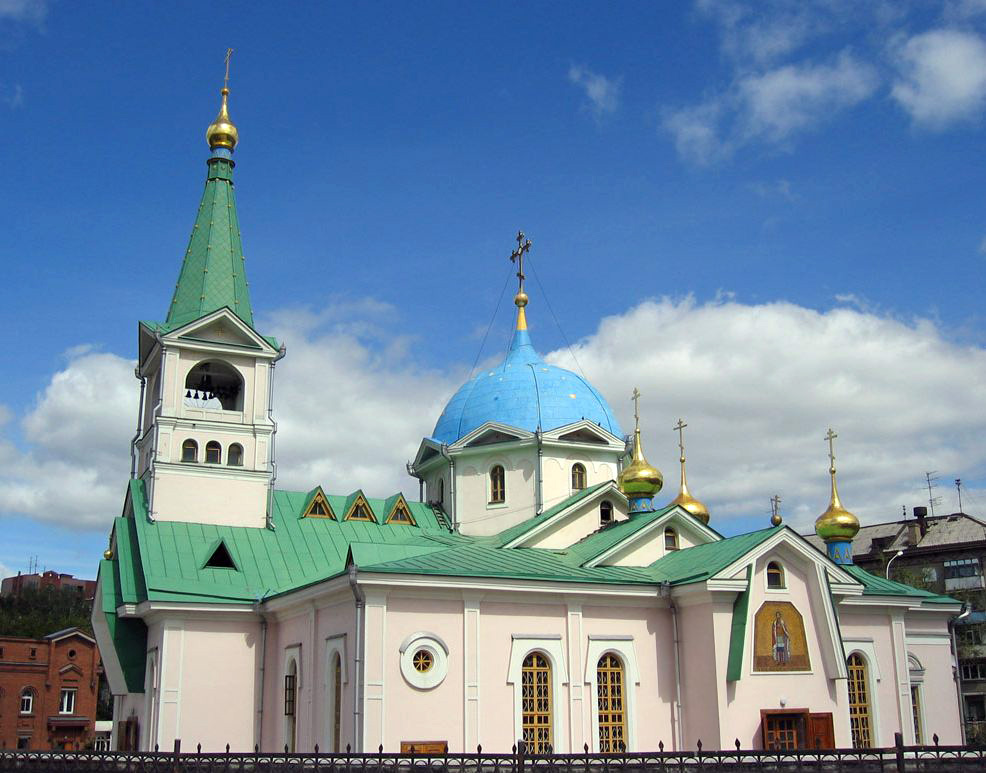
Вознесенський собор

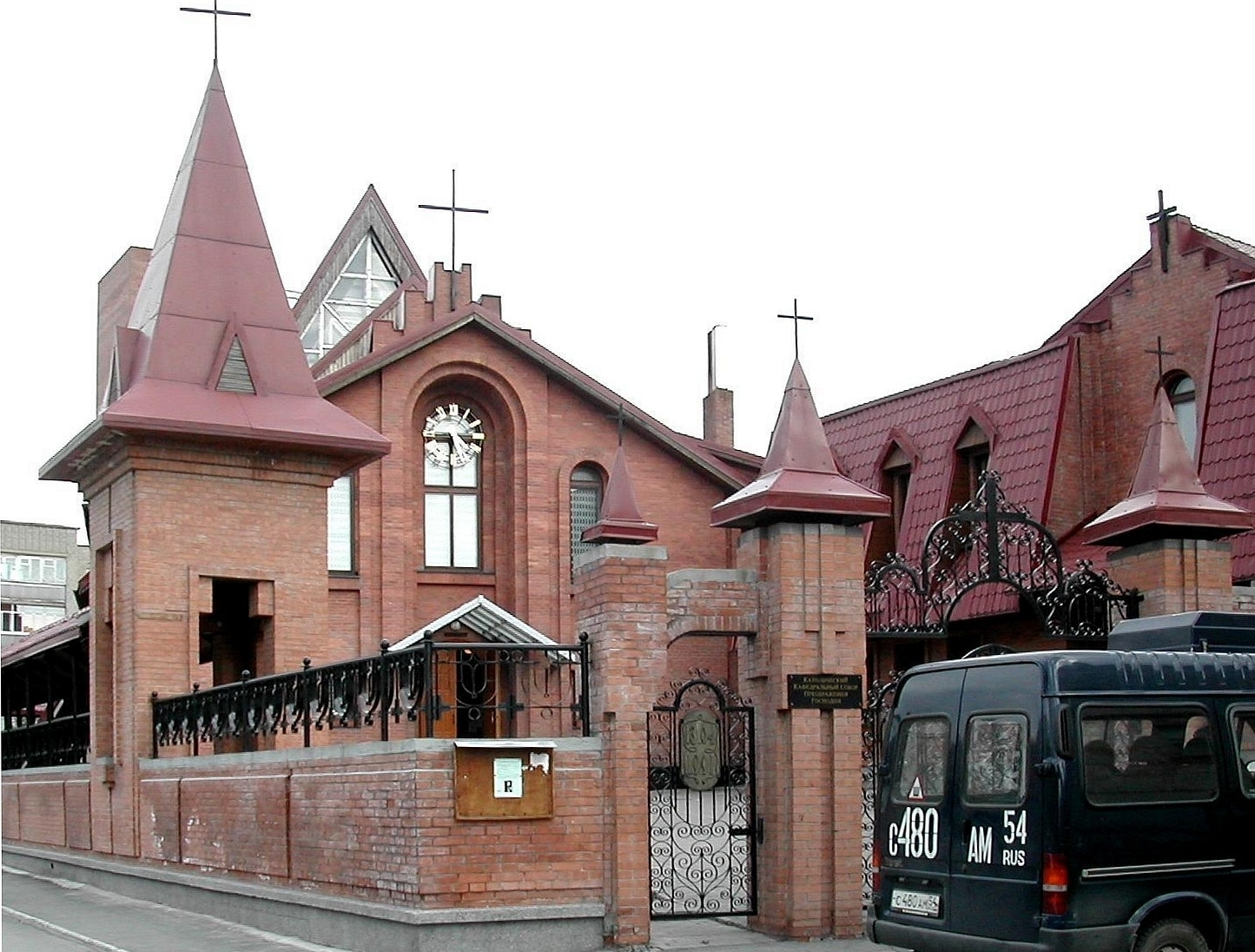
Собор Преображення Господнього

Більшість населенням Новосибірська — православні, також проживають католики, протестанти. Існує мечеть та Мусульманська релігійна громада.

## Транспорт
Новосибірськ — найбільший транспортний вузол Сибіру: крізь нього проходять Транссибірська магістраль, залізниці і шосейні дороги. Новосибірськ зв'язує Сибір, Далекий Схід, Центральну Азію з європейськими регіонами Росії. Також Новосибірськ є річковим портом.

### Залізничний транспорт

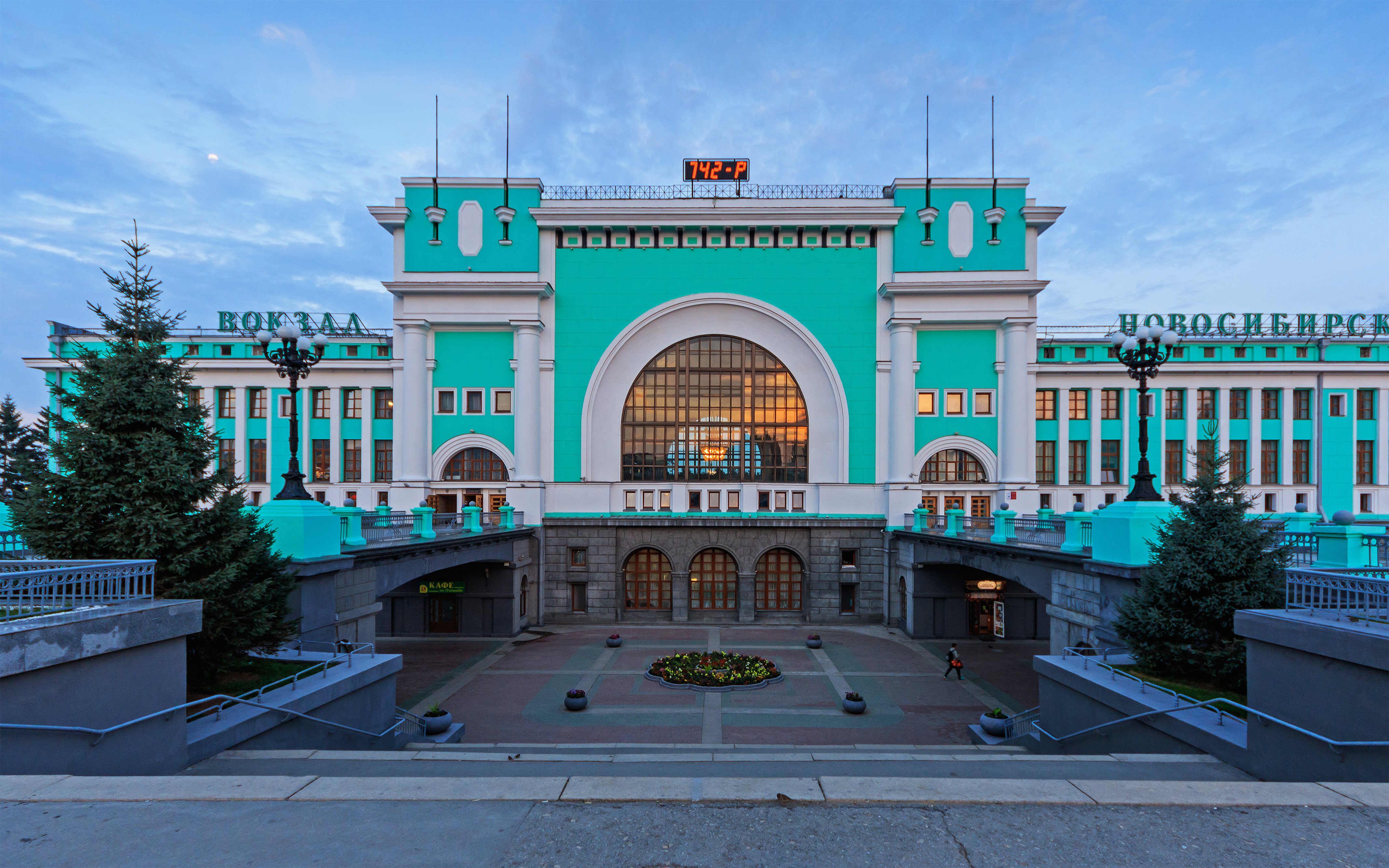
Залізничний вокзал «Новосибірськ-Головний»

Залізничний вокзал «Новосибірськ-Головний» є одним з найкрупніших в Росії і є архітектурною пам'яткою міста. Крім головного вокзалу на території міста розташовані 6 другорядних, на яких зупиняються пасажирські потяги: Новосибірськ-Південний, Новосибірськ-Західний, Новосибірськ-Східний, Інська, Сибірська і Сіятель. Новосибірськ є крупним залізничним вузлом, найбільшим в Сибіру.
Сьогодні, у Новосибірську крім Транссибу сходяться залізниці алтайського (Турксиб, рух відкрито в 1913 році) і кузбаського (побудовано в 1930-х) напрямків.

### Автомобільний транспорт
Автомобільні шляхи йдуть з міста в 6 напрямках — до Омська (федеральна траса M51), Коливані, Юрги, Томська (федеральна траса M53 «Байкал»), Ленінська-Кузнецького (P384), Барнаула («Чуйський тракт» M52) і Каменя-на-Обі (P380). Транспортна ситуація ускладнена браком транспортних розв'язок на перетинах основних вулиць міста. В місті є 4 автомобільні мости через Об (Димитрівський, Жовтневий, Бугринський та міст Північного обходу між с. Мочище і Червоний Яр). Заплановано будівництво ще одного мосту через Об у центрі міста. У межі міста також розташовані 2 автомобільних моста через річку Іню. В центрі міста на початку Красного проспекту на Південній площі розташований автовокзал.

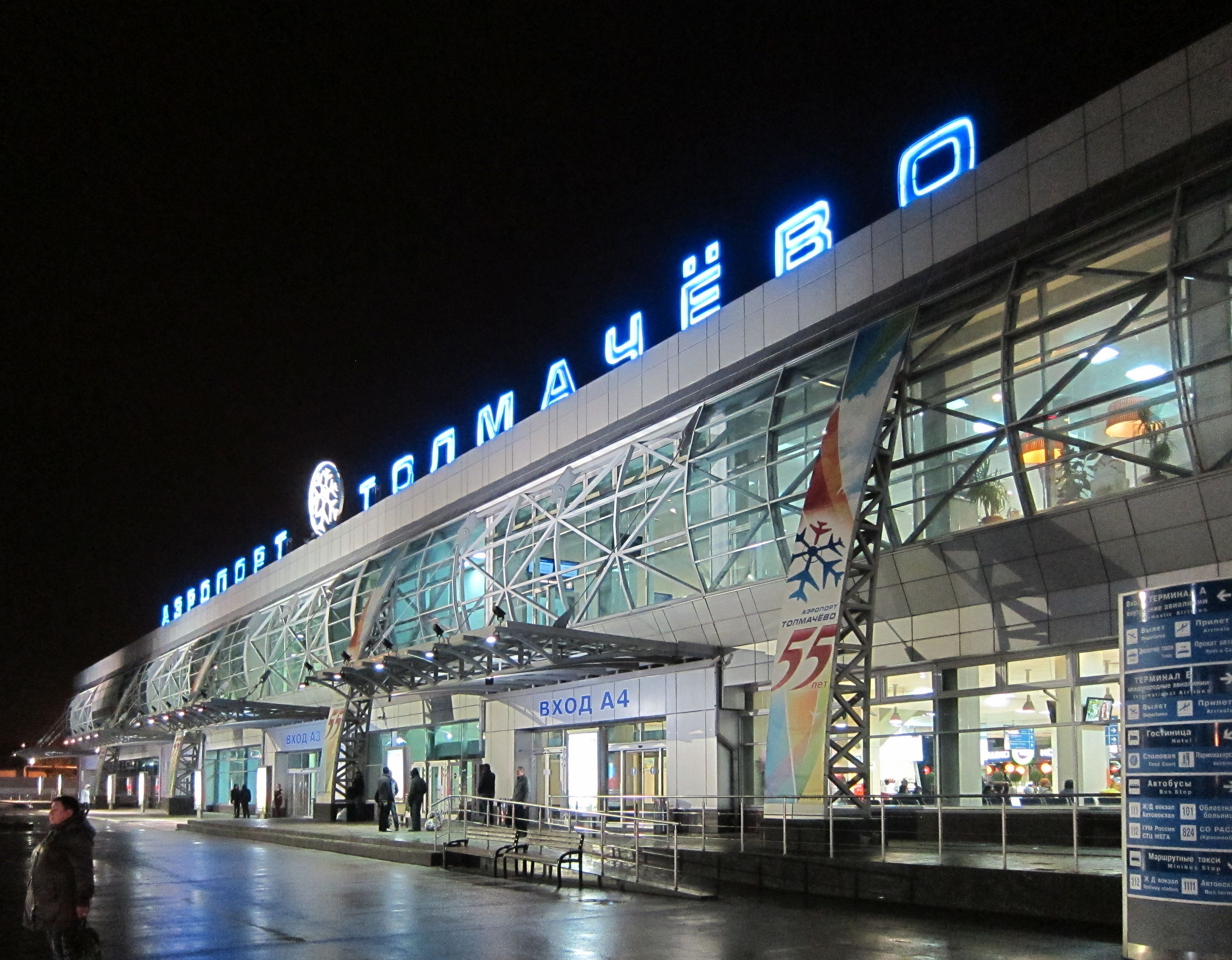
Аеропорт Толмачево

### Авіаційний транспорт
У місті розташований міжнародний аеропорт «Толмачево», що він є хабом авіакомпанії «S7 Airlines».

### Метрополітен
Новосибірськ є першим (і поки що єдиним) містом Сибіру, у якому було побудовано метро.
Новосибірський метрополітен, відкритий в 1986 році, має 2 лінії й 13 станцій.

## Наука і культура

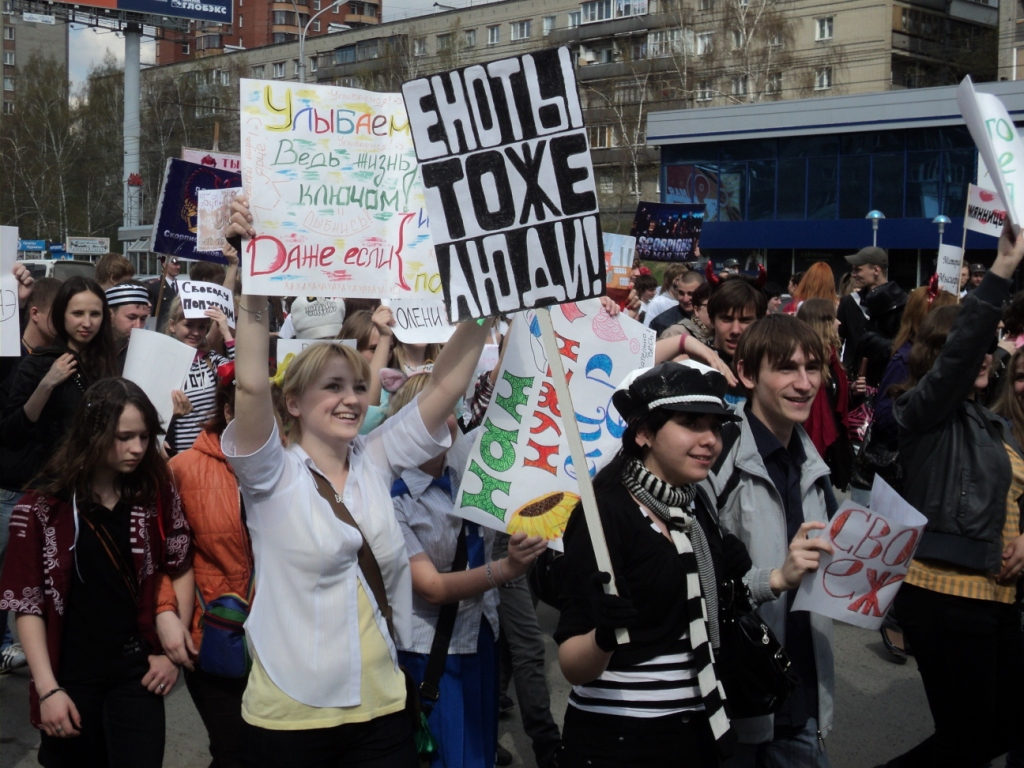
Монстрація у Новосибірську

Новосибірськ — найбільший науковий осередок азійської Росії, тут міститься штаб-квартира Сибірського відділення РАН, численні виші, у тому числі і спеціалізовані, науково-дослідні інститути та установи тощо. Біля академмістечка розташовано ботанічний сад Сибірського відділення Російської академії наук.
У місті розвинута культура — працює багато бібліотек, діють численні музеї, театри, кінотеатри, культурні і розважальні заклади.
Серед новосибірських театрів — театр опери і балету, обласний ляльковий, драматичний, ТЮГ тощо. У місті базується Новосибірський академічний симфонічний оркестр.
З 2004 року у місті проходить «монстрація» — неполітична демонстрація з абсурдними гаслами, що широко висвітлюється російськими ЗМІ. У 2014 у Новосибірську була зроблена спроба організувати Марш за федералізацію Сибіру у відповідь на заклики російської влади до «федералізації» України.

### Музеї

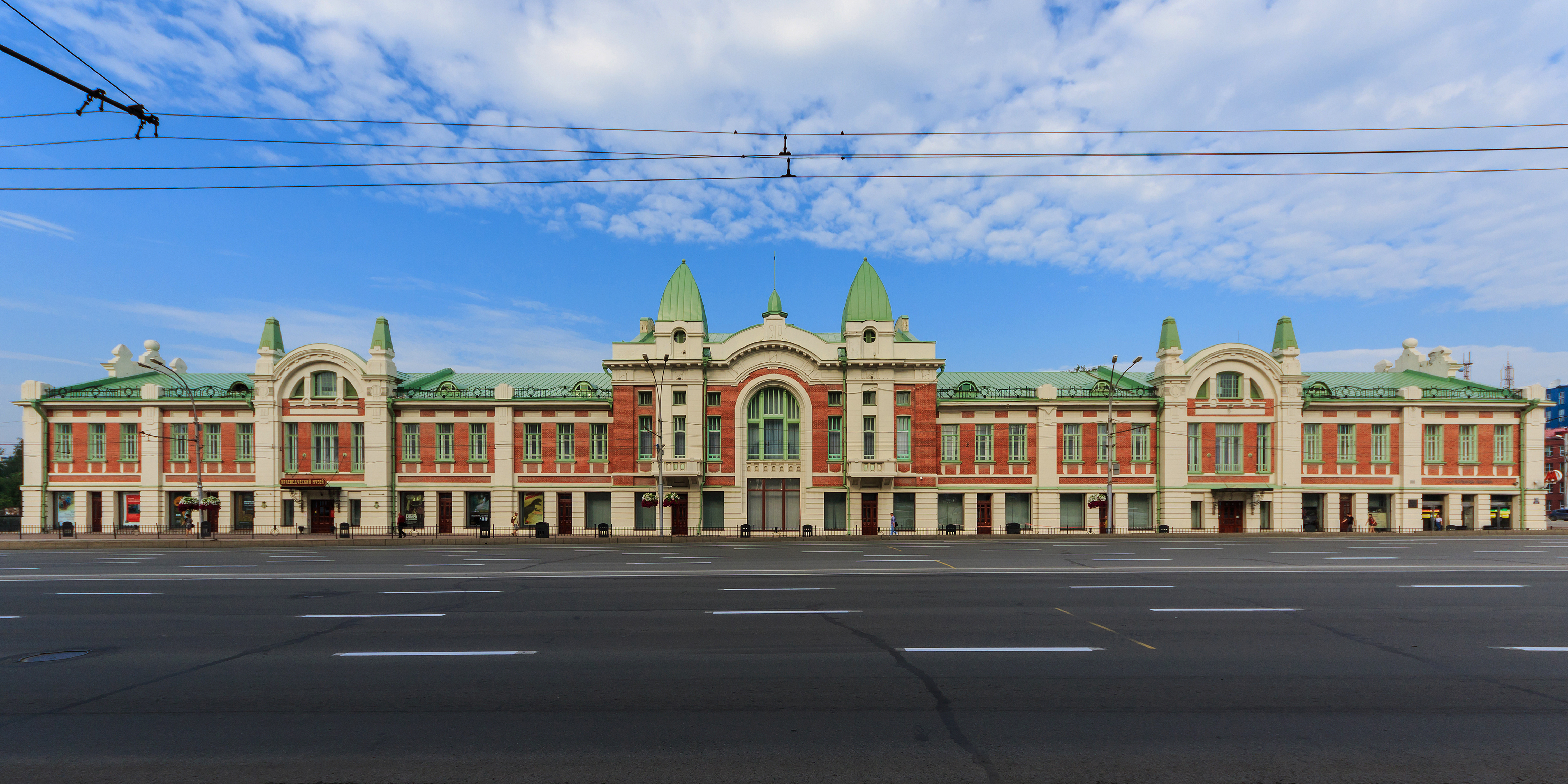
Новосибірський державний краєзнавчий музей (історичний відділ)

- Новосибірський державний художній музей
- Новосибірський державний краєзнавчий музей
- Новосибірський музей залізничної техніки
- Музей М. К. Рериха
- Музей «Сибірська береста»
- Музей Сонця
- Історико-архітектурний музей просто неба

## Освіта

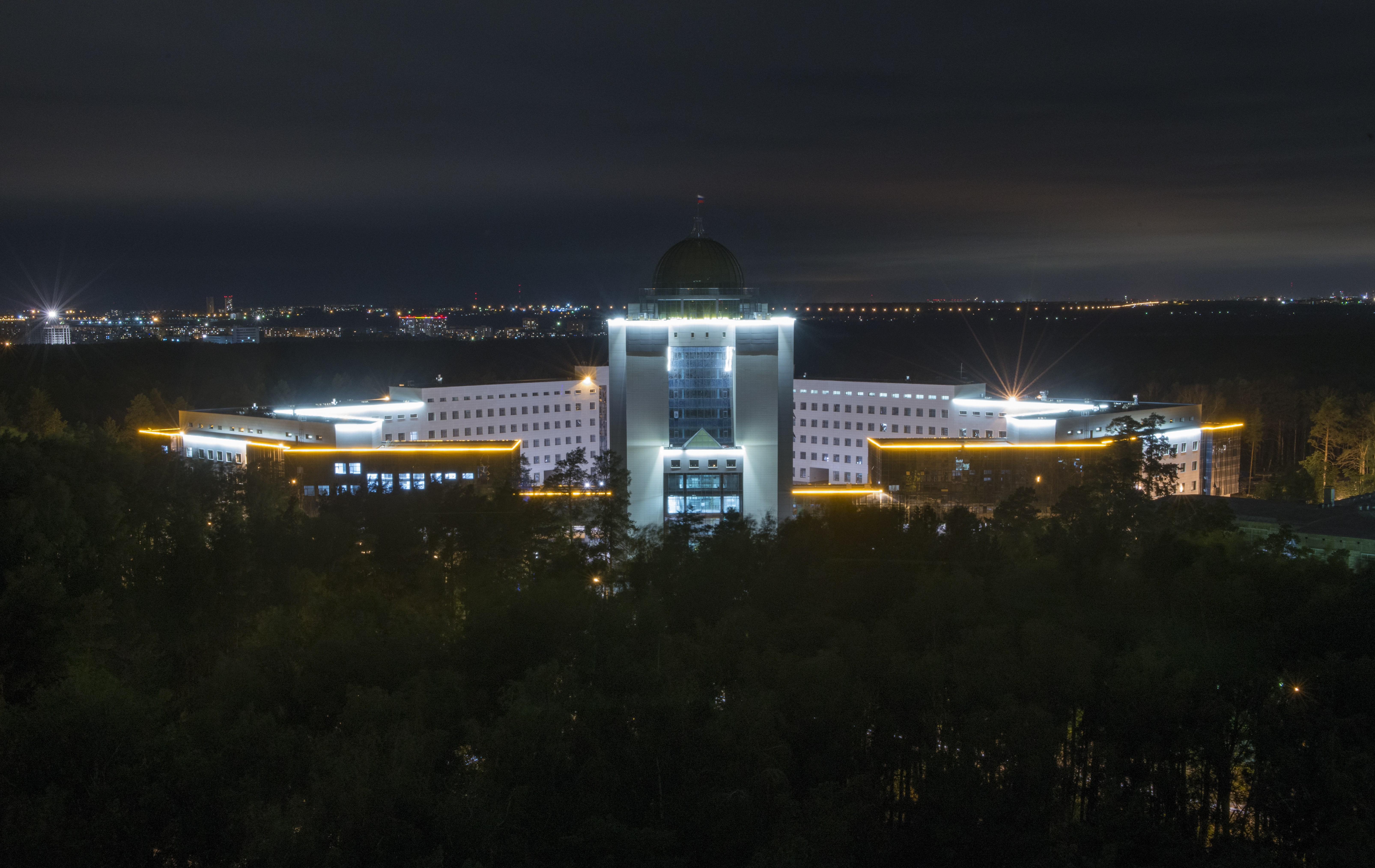
Новосибірський державний університет

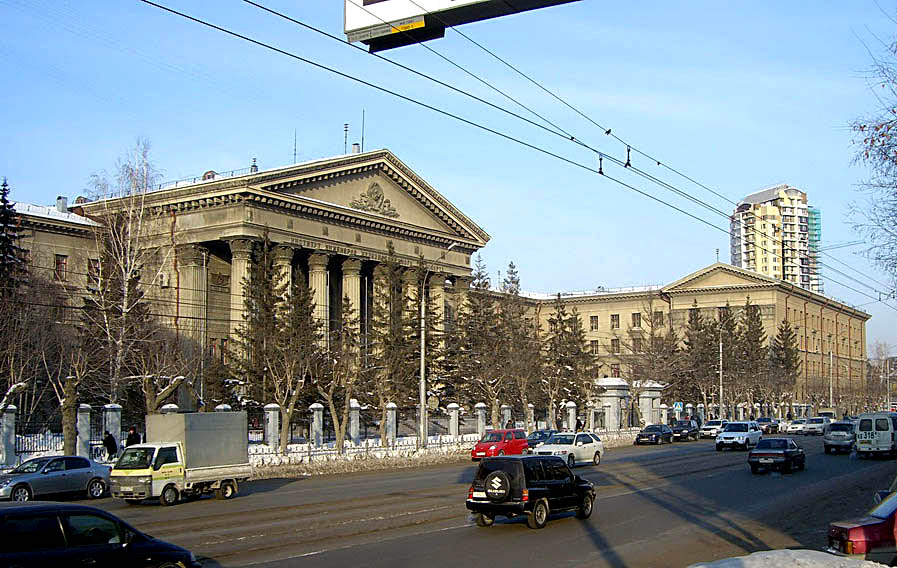
Сибірський державний університет шляхів сполучення

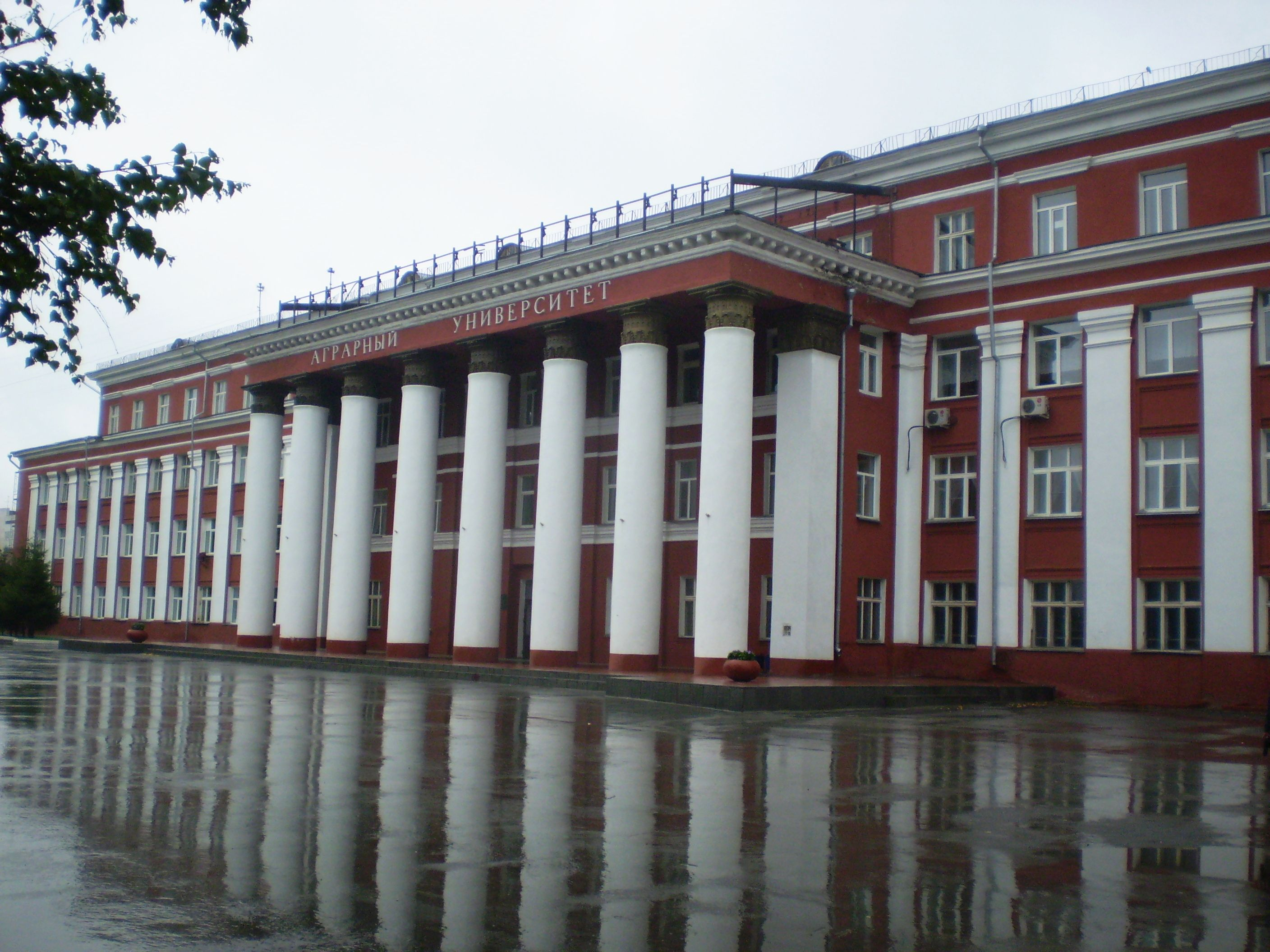
Новосибірський державний аграрний університет

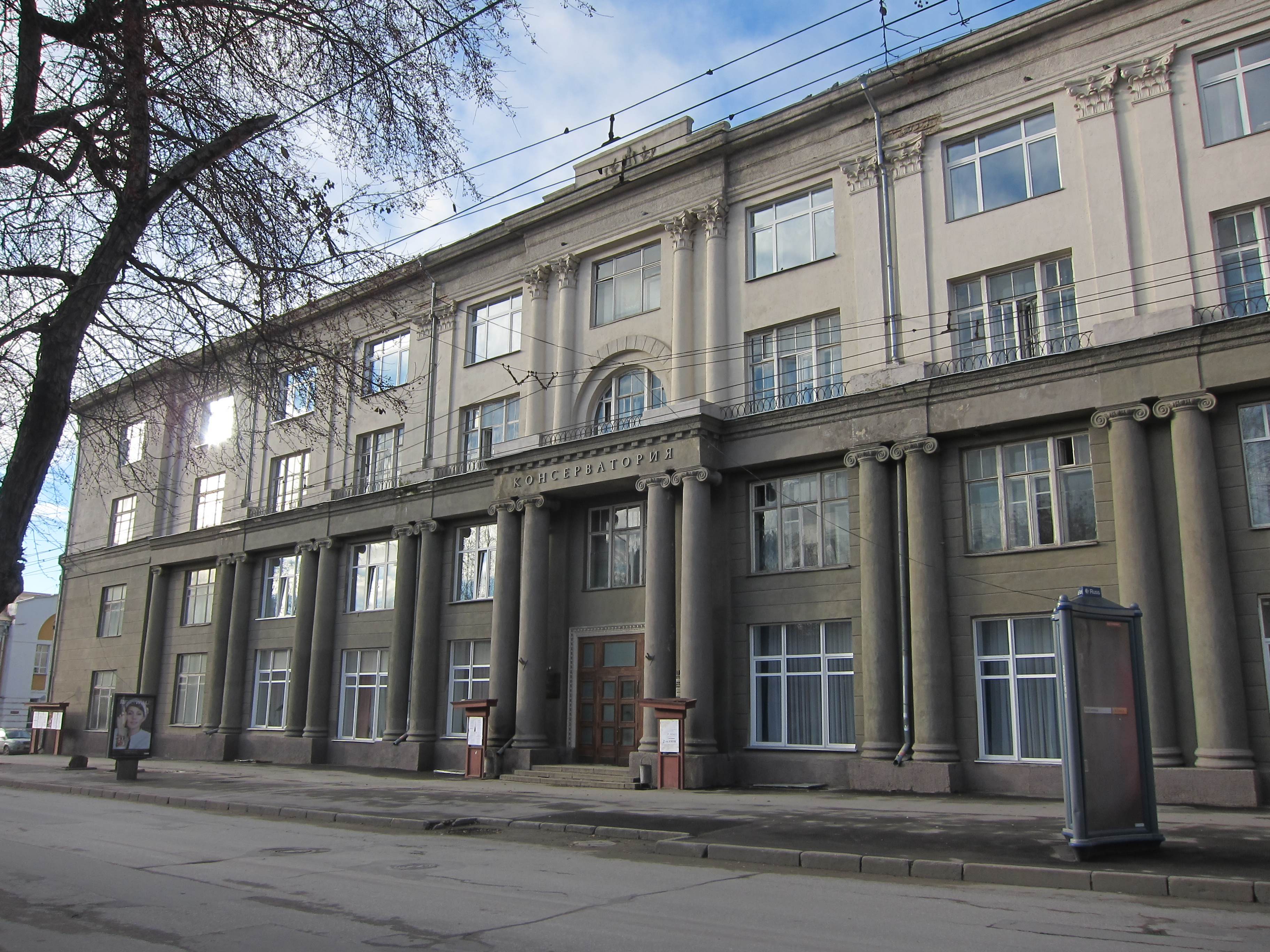
Новосибірська державна консерваторія ім. М. І. Глінки

### Університети
- Новосибірський державний університет
- Новосибірський державний технічний університет
- Новосибірський державний університет економіки і управління
- Новосибірський державний аграрний університет
- Новосибірський державний університет архітектури, дизайну і мистецтв
- Новосибірський державний архітектурно-будівельний університет
- Новосибірський державний медичний університет
- Новосибірський державний педагогічний університет
- Сибірський державний університет водного транспорту
- Сибірський державний університет геосистем і технологій
- Сибірський державний університет шляхів сполучення
- Сибірський державний університет телекомунікацій та інформатики
- Сибірський університет споживчої кооперації

### Академії
- Новосибірська державна консерваторія ім. М. І. Глінки
- Новосибірський філія російська академія підприємництва
- Сибірська академія фінансів та банківської справи
- Сибірська академія державної служби
- Сибірська академія управління та масових комунікацій
- Сучасна гуманітарна академія

### Інститути
- Інститут відкритої дистанційної освіти
- Новосибірська духовна семінарія
- Новосибірський державний театральний інститут
- Новосибірський гуманітарний інститут
- Новосибірський інститут економіки і менеджменту
- Новосибірський інститут економіки, психології та права
- Новий сибірський інститут
- Регіональний фінансово-економічний інститут
- Сибірський інститут міжнародних відносин і регіонознавства
- Сибірський незалежний інститут
- Новосибірський технологічний інститут Московського державного університету дизайну і технології (філія)
- Новосибірський юридичний інститут Томського державного університету (філія)
- Новосибірська філія Томського економіко-юридичного інституту

## Спорт
У місті базується хокейний клуб «Сибір», який виступає у чемпіонаті Континентальної хокейної ліги.

## Тут народилися
- Глазкова Марія Володимирівна — російська акторка театру та кіно
- Дягілєва Яна Станіславівна — російська рок-співачка і поетеса
- Фомін Дмитро Анатолійович — екс-лідер гурту Hi-Fi
- Медведєв Олександр Володимирович — російський поп-співак, більш відомий на прізвисько Шура
- Панін Андрій Володимирович — російський кіноактор
- Покришкін Олександр Іванович — радянський льотчик-ас
- Якубовський Аскольд Павлович — російський письменник-фантаст і натураліст
- Шалигін В'ячеслав Володимирович — російський письменник-фантаст
- Акімов Олександр Федорович — начальник нічної зміни 26 квітня 1986 на ЧАЕС
- Гончарова Клавдія Григорівна (1894—1960) — народна артистка РРФСР
- Єременко Микола Миколайович (1926—2000) — білоруський актор
- Зацепін Олександр Сергійович (* 1926) — російський композитор
- Логінова Тамара Абрамівна (1929—1988) — радянська російська актриса театру і кіно
- Захарченко Вадим Вікторович (1929—2007) — радянський і російський кіноактор
- Добролюбов Ігор Михайлович (1933—2010) — білоруський режисер, сценарист
- Тарасов Сергій Сергійович (* 1933) — радянський і російський кінорежисер, сценарист, актор
- Артем'єв Едуард Миколайович (1937—2022) — російський композитор
- Назаров Юрій Володимирович (* 1937) — радянський і російський актор
- Калашникова Галина Олексіївна (* 1942) — радянський, український звукооператор
- Козляков Віталій Васильович (1928—2018) — радянський, український науковець у галузях суднобудування та будівельної механіки, інженер-механік, педагог, доктор технічних наук.
- Харітонов Євген Володимирович (1941—1981) — російський поет, прозаїк, драматург та режисер пантоміми
- Зелінська Віра Євгенівна (1944—2021) — радянський і російський художник-постановник, художник по костюмах, дизайнер
- Ірина Алферова (* 1951) — російська акторка
- Сербіненко Наталія Олександрівна (* 1959) — радянська та українська легкоатлетка, спеціалізувалася в спортивній ходьбі, майстер спорту СРСР міжнародного класу
- Шевернога (Каменєва) Маргарита Володимирівна (* 1975) — українська поетеса

## Галерея

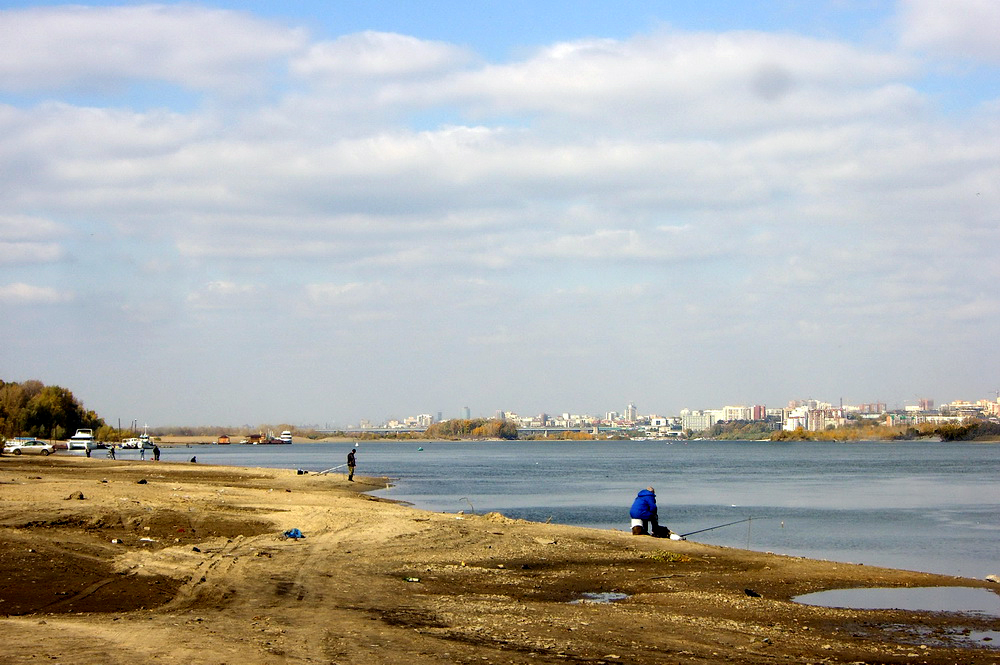
Вид на правий берег з Північно-Чемського житлового масиву
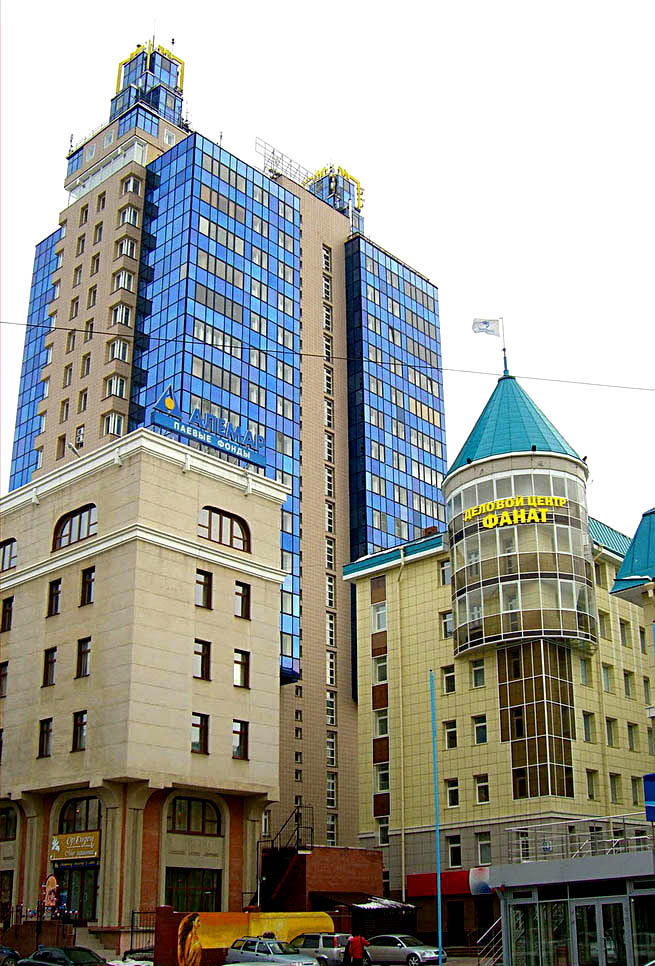
Висотний дім
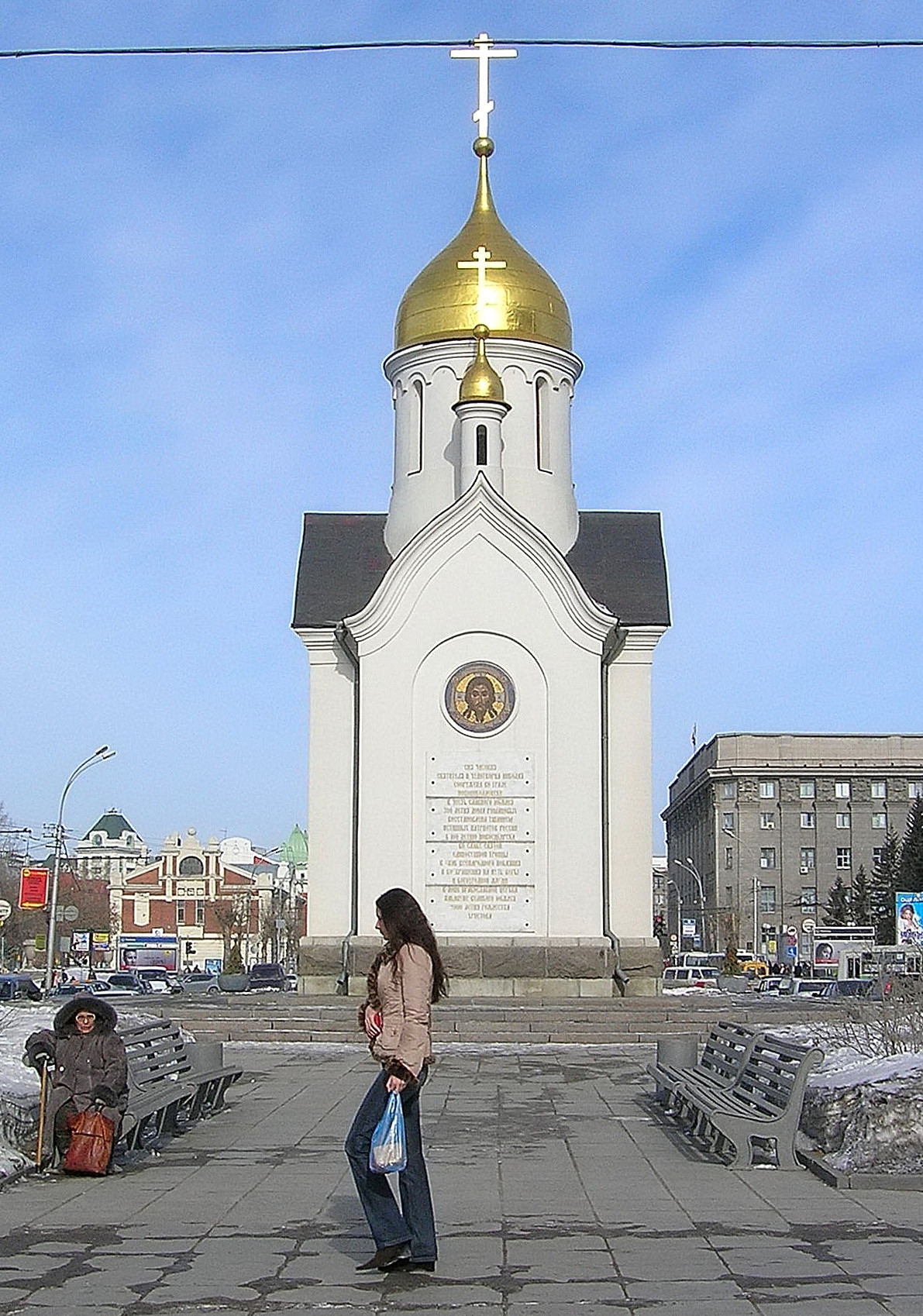
Каплиця на Красному проспекті
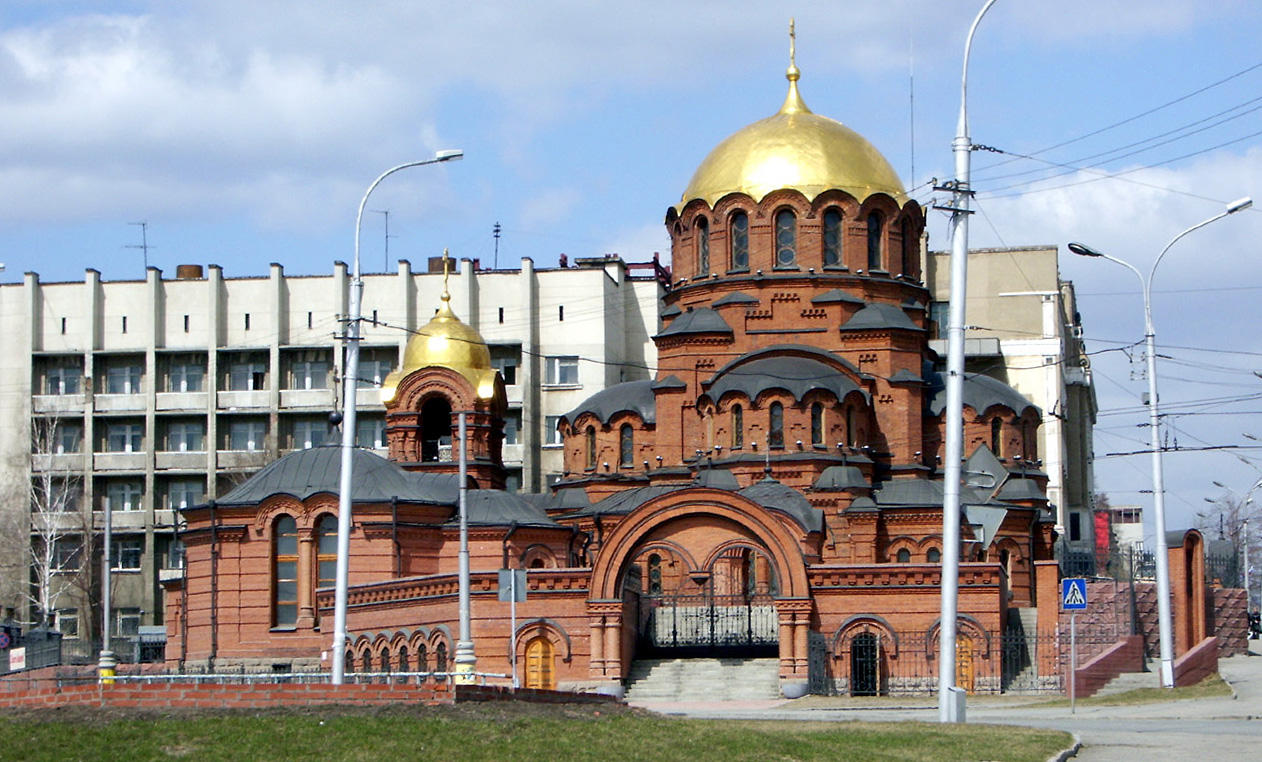
Собор Олександра Невського
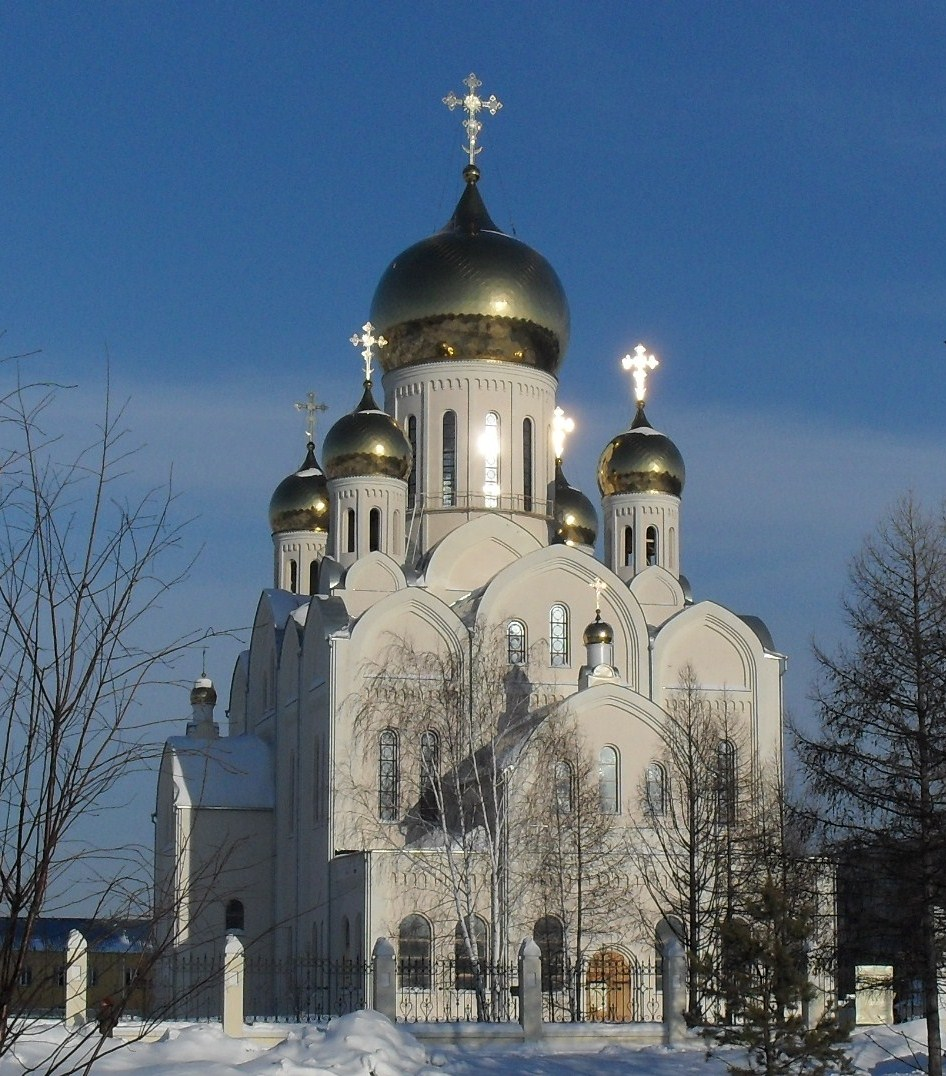
Троїце-Володимирський собор
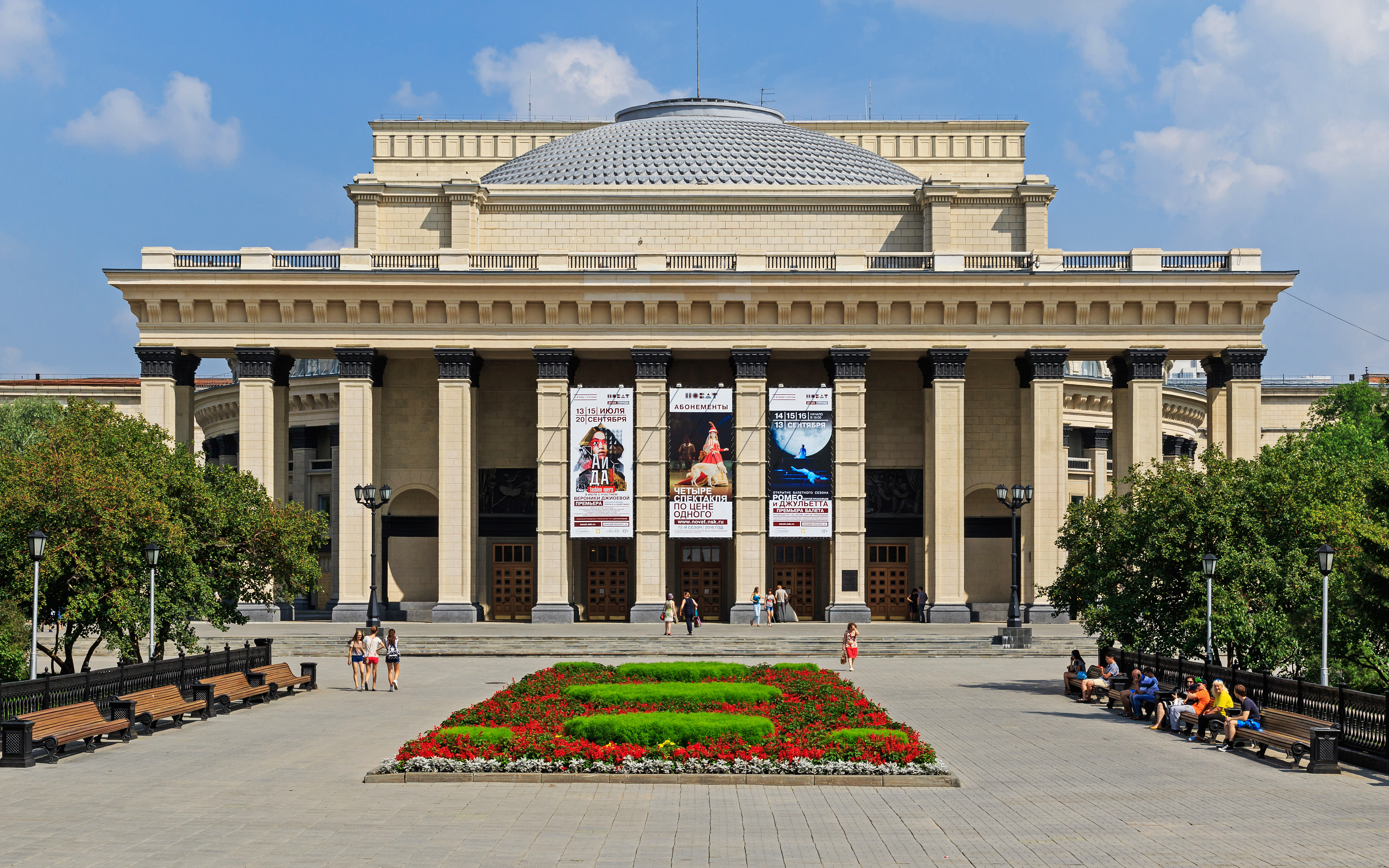
Театр опери і балету
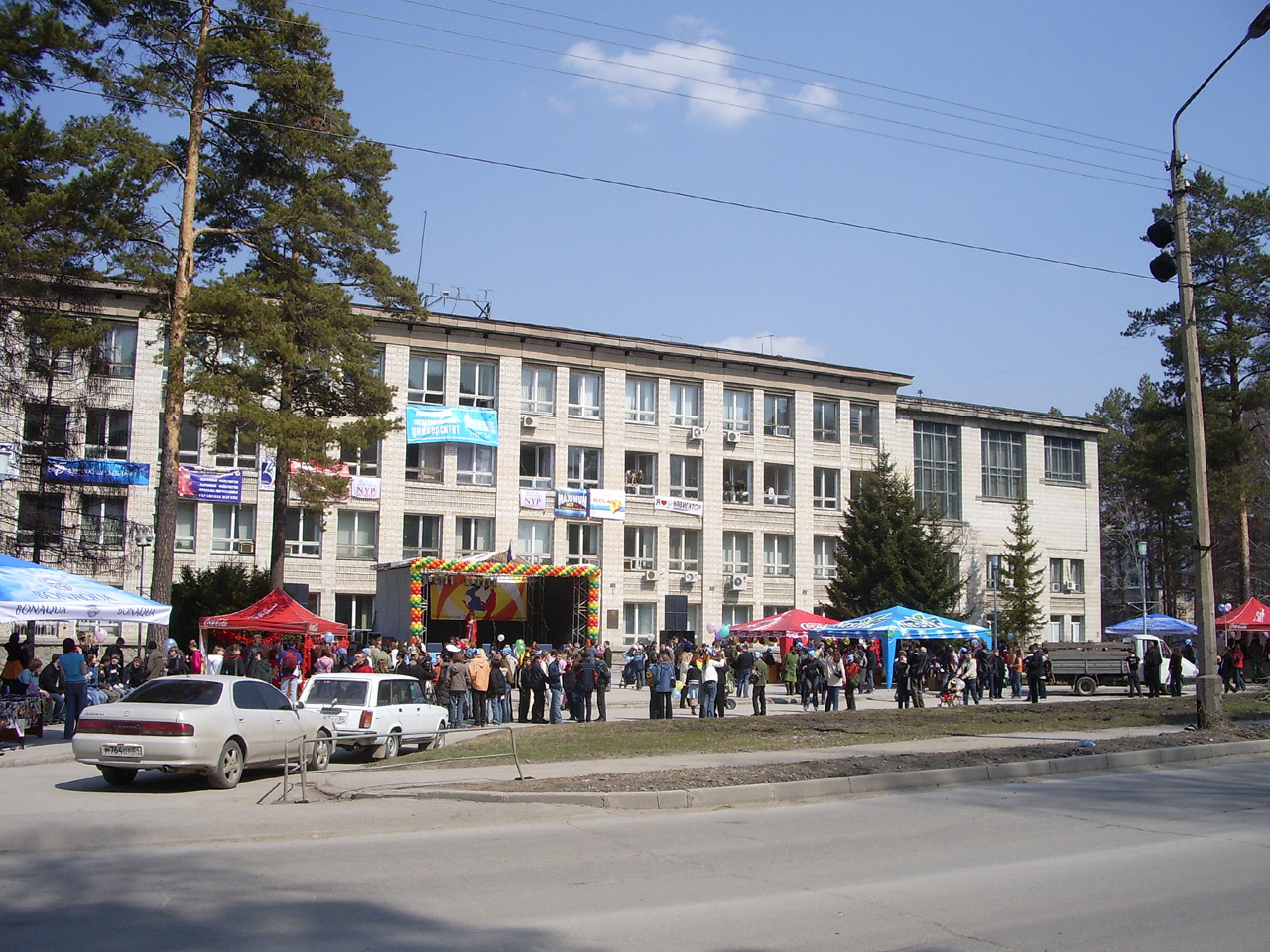
Стара будівля Новосибірського університету
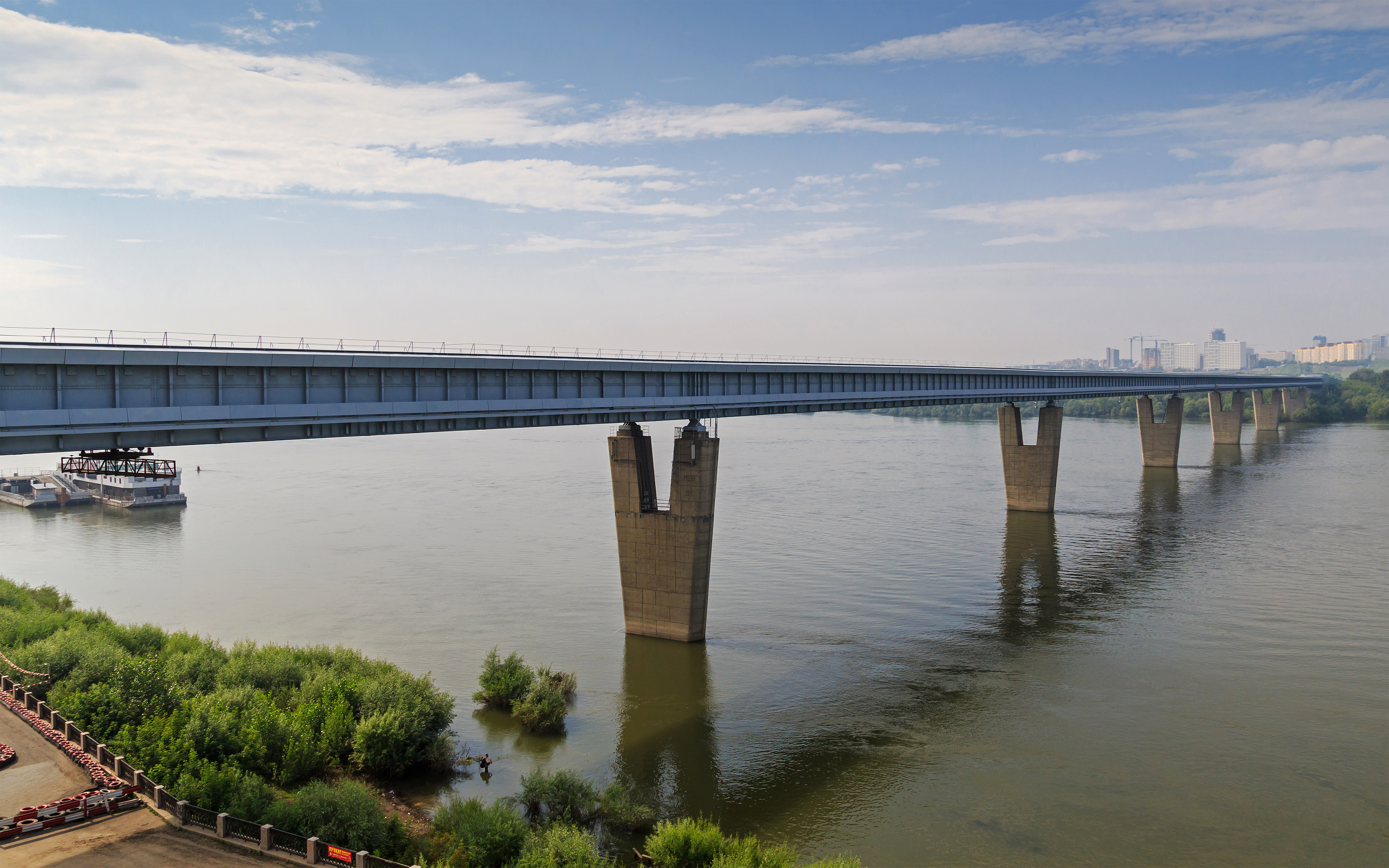
Новосибірський метроміст
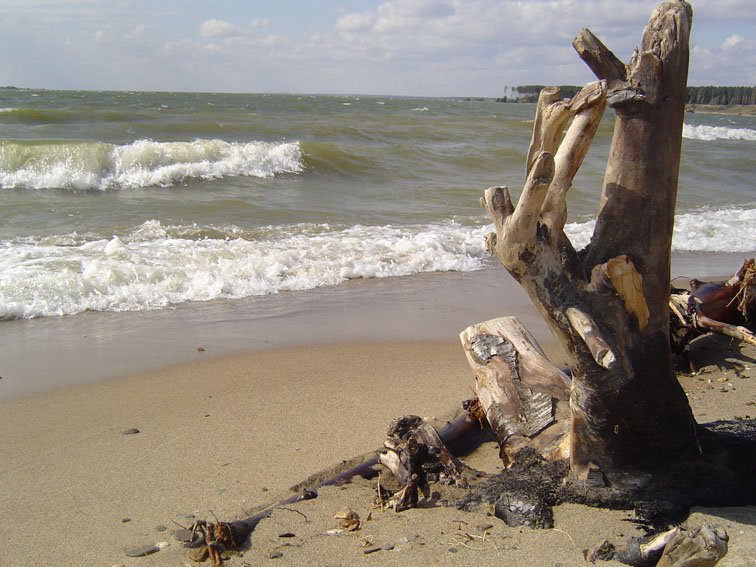
Берег Обського моря
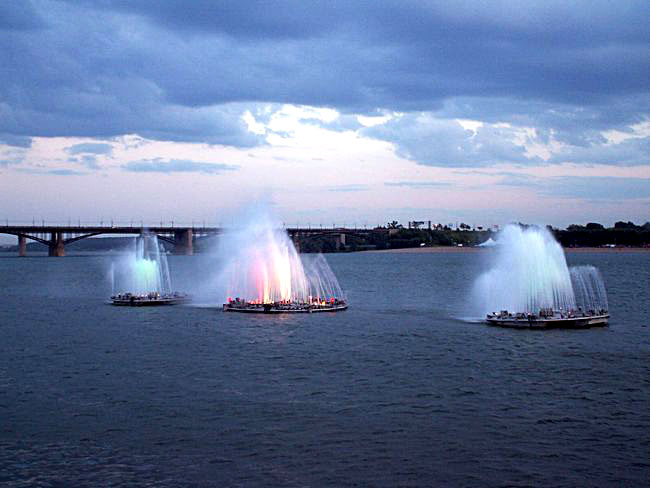
Фонтани на воді
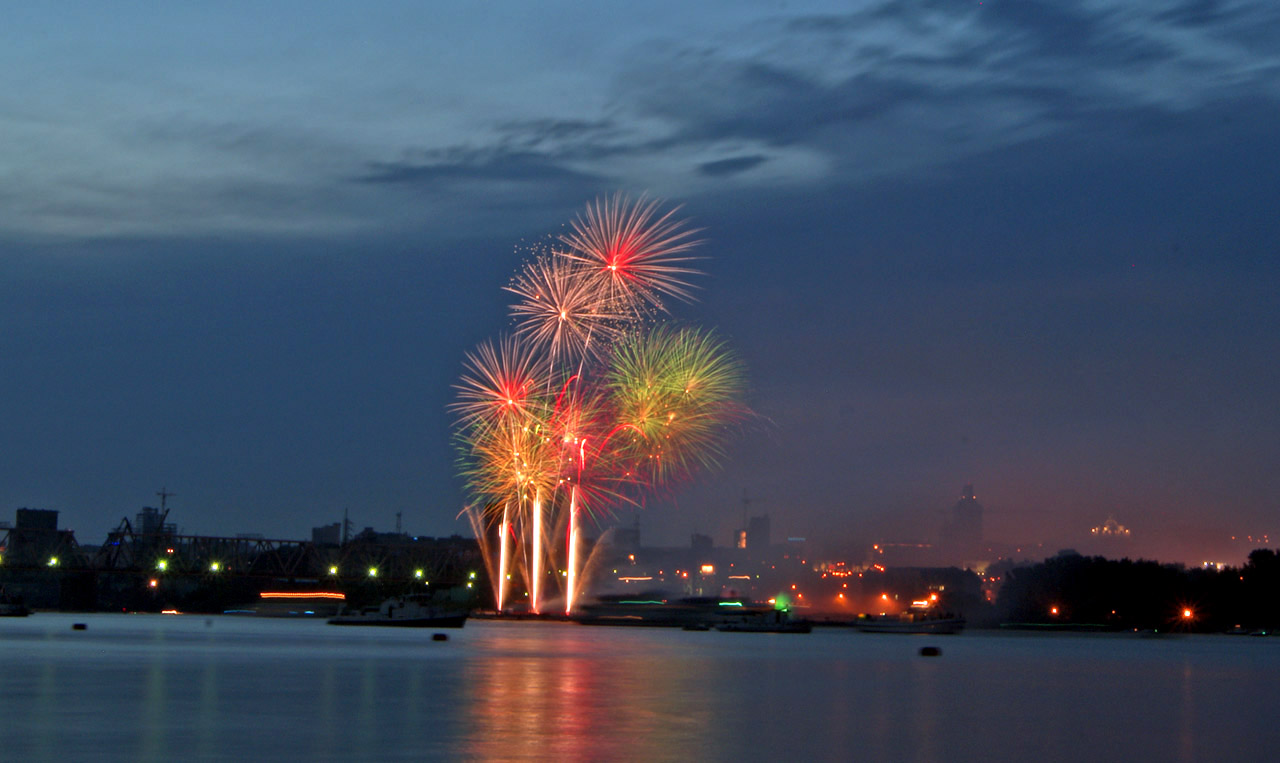
Феєрверк
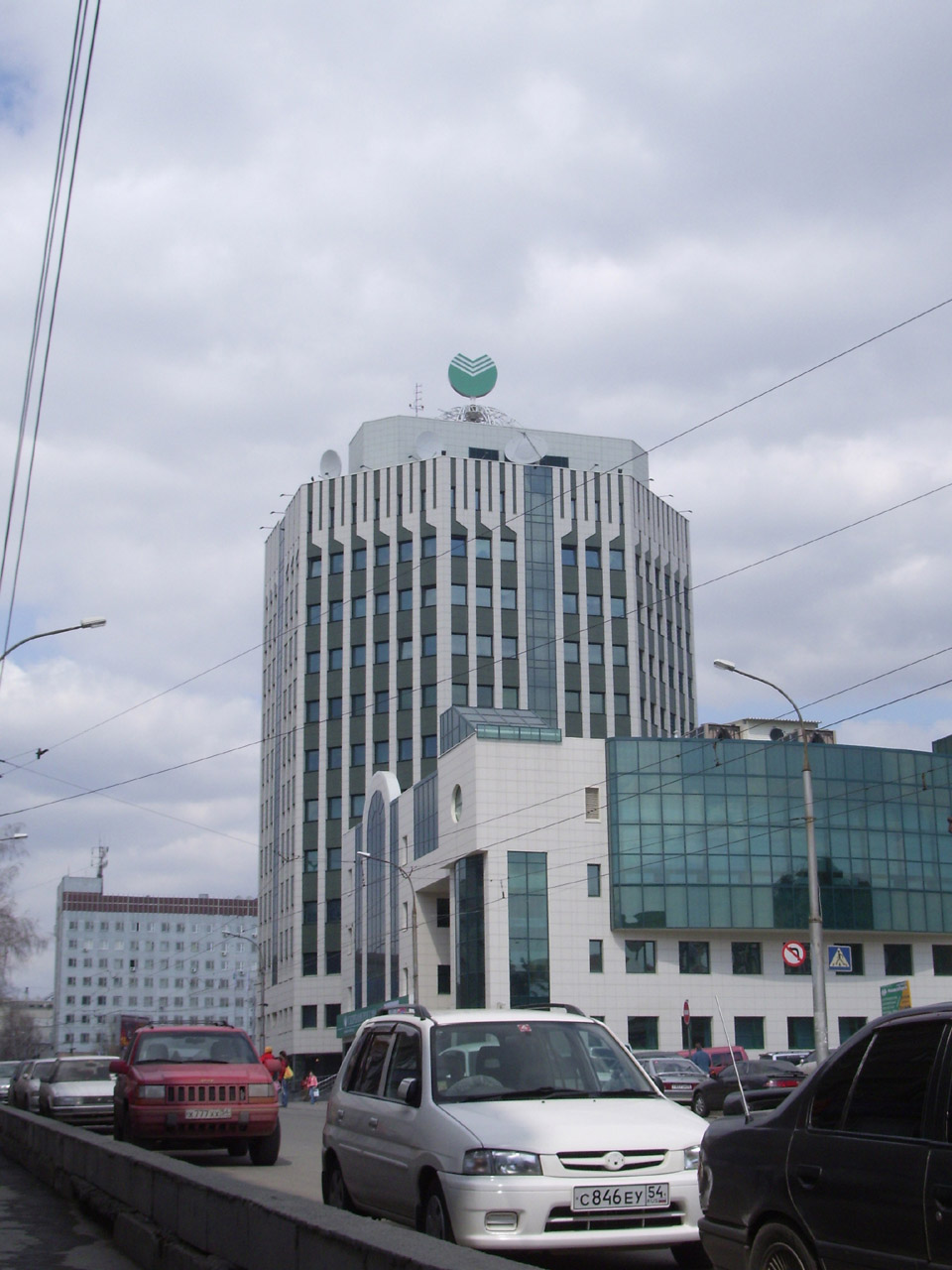
Офісний будинок побудований у 2000, вулиця Серебреніковська
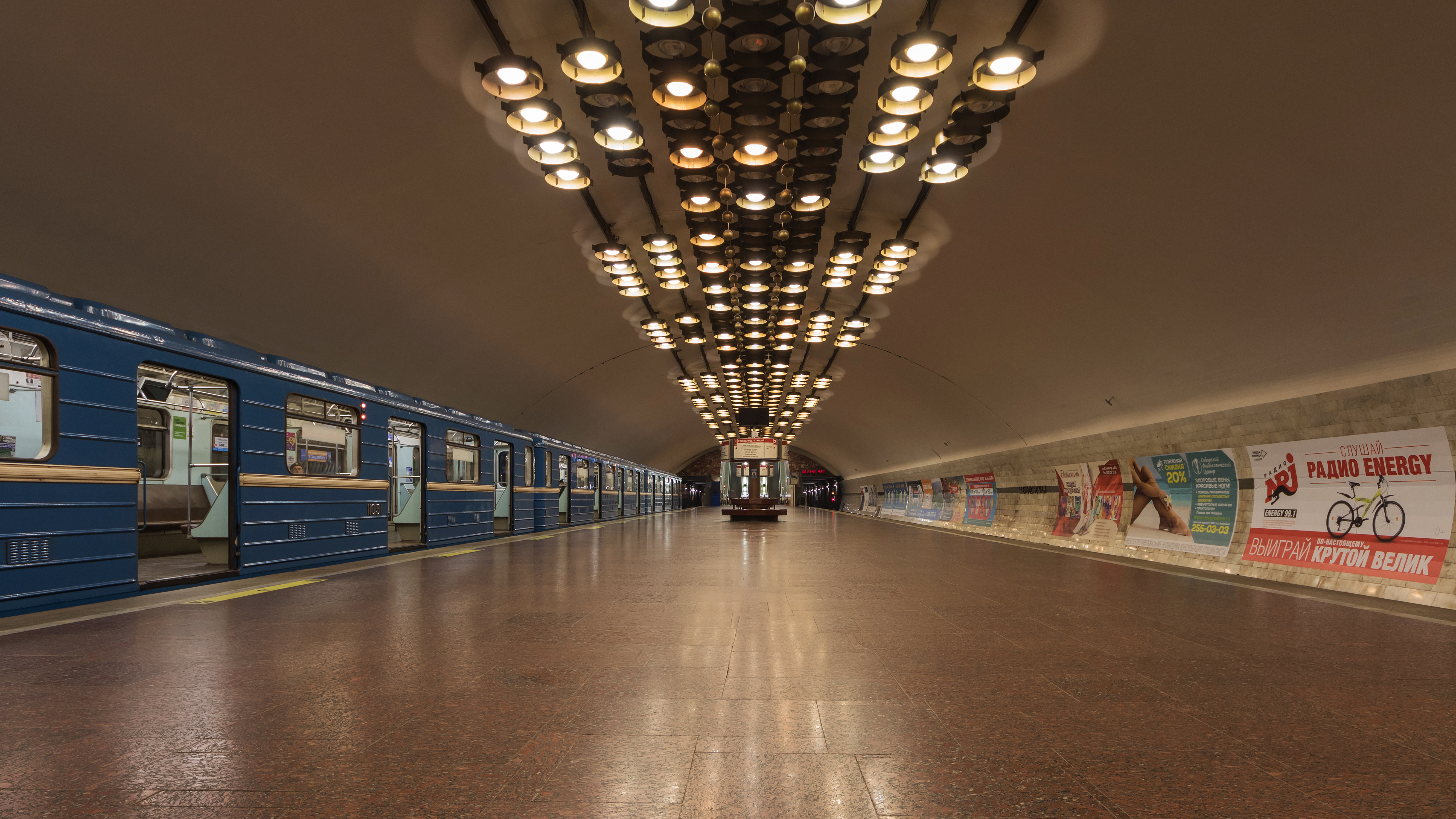
Новосибірський метрополітен, станція Заєльцовська
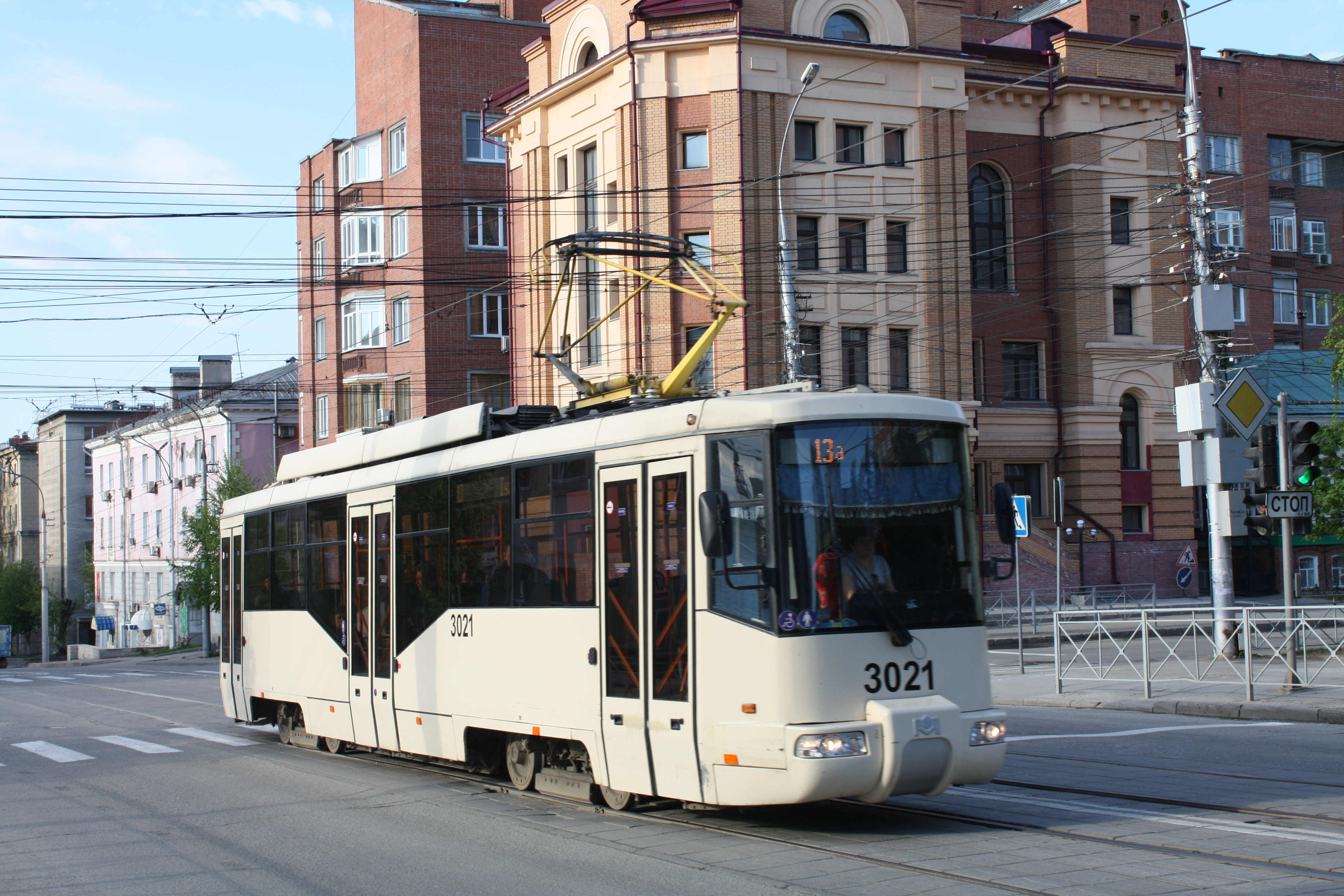
Новосибірський трамвай
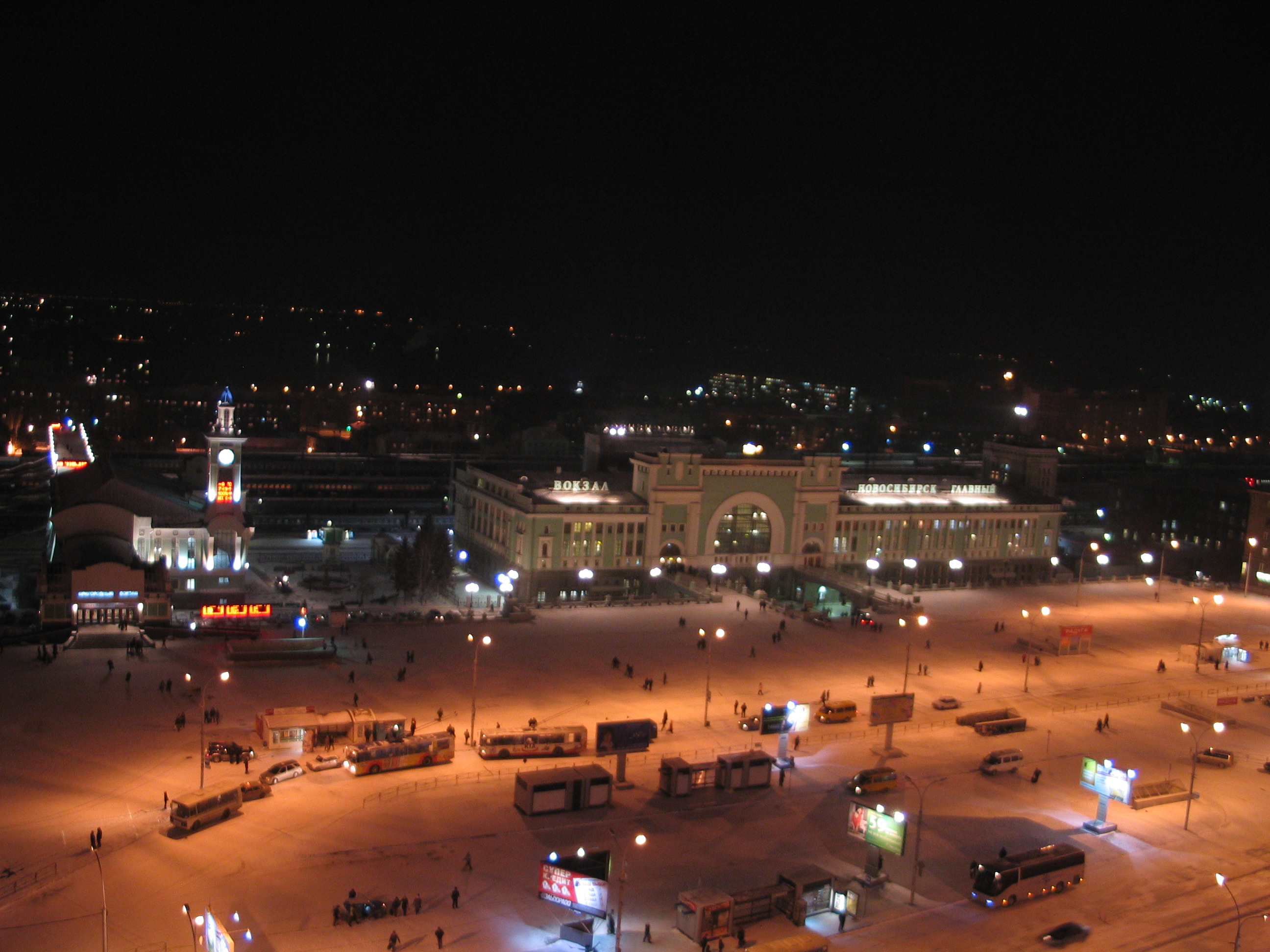
Площа Гаріна-Михайловського